# Mármol de Macael

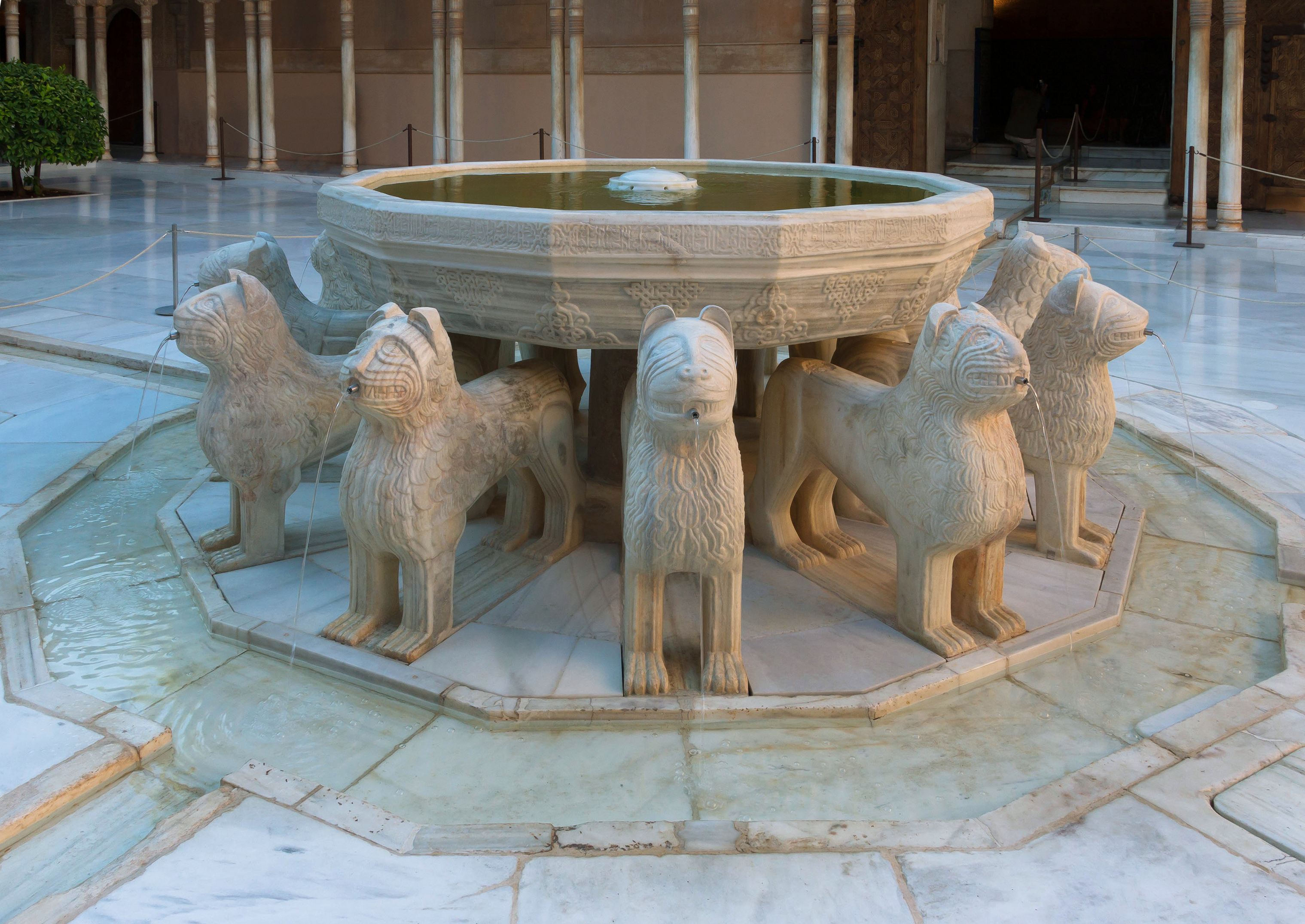
Las columnas y la fuente del patio de los Leones de la Alhambra están realizados en mármol de Macael.

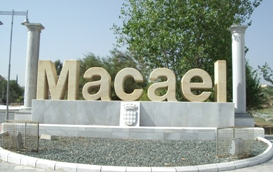
Monumento a la entrada de la localidad, realizado con mármoles blanco, amarillo y gris Macael.

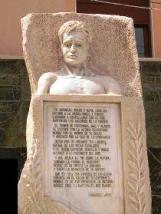
Monumento al cantero, Macael.

El mármol de Macael es un mármol procedente de las canteras de la localidad española de Macael (provincia de Almería), en la sierra de los Filabres. Aunque también existen variedades amarilla y gris (amarillo Macael y gris Macael), la mayor fama la tiene la variedad mármol blanco Macael, que se caracteriza por la pureza de su color blanco, denominándosele "oro blanco", tanto por ello como por su contribución a la prosperidad económica de su zona de producción y comercialización (la estación ferroviaria Fines-Olula, la comarca andaluza que se organiza como Mancomunidad de la Comarca del Mármol "Blanco Macael", etc.).

## Características
El mármol blanco Macael tiene una granulometría media y una composición mineralógica de un 83% de calcita, un 16% de dolomita, un 1% de moscovita, y cantidades menores de arcilla y opacos. La variedad amarilla tiene un tamaño de grano pequeño, un 89% de dolomía, un 7,9% de calcita, un 2% de moscovita, y cantidades menores de arcilla, cuarzo y opacos.

## Historia
Se explota desde la Edad Antigua. El Valle de Almanzora, depresión flanqueada por las sierras de Los Filabres y Las Estancias, fue fundamental para el desarrollo social en la región en el 2700 a. C. 
El arqueólogo Luis Siret localizó en un entorno denominado La Raja de Ortega, en Mojácar, un conjunto de abalorios y unas estatuillas o ídolos realizados en mármol de Macael. La cultura del Argar, en esas tierras, utilizó también mármol de Macael, tal y como descubrió el mismo Siret en yacimientos datados entre el 1700 y el 1200 a. C. También hay tesis que apoyan que este mármol era utilizado como una valiosa mercancía entre las tribus argáricas. En las proximidades del pueblo Macael el Viejo, en el mismo corazón de las canteras, existió también un asentamiento argárico.
Su utilización por los fenicios no está establecida; los sarcófagos antropomorfos fenicios de Cádiz parecen provenir del Mediterráneo oriental, aunque también se ha propuesto su origen local, en cuyo caso podrían haber sido tallados en mármol de Macael.
Mejor documentada está su utilización en la época romana. En el sureste de Hispania los romanos habían consolidado su ocupación con ciudades como Baza, Almuñécar, Guadix, Vera o Mojácar. Tíjola, a su vez, fue un importante núcleo de población muy conectado al aprovechamiento de las canteras de Macael. Con los romanos, el apogeo económico se traducirá en una explotación sistemática e intensiva de este mármol, que se ha encontrado en lugares de Extremadura como las columnas y estructuras del teatro de Mérida. 
También tuvo su uso en el arte andalusí, encontrándose ejemplos en la ciudad califal de Medina Azahara o en las 124 columnas y la fuente del Patio de los Leones de la Alhambra. En tiempos de Abderramán III se crea en la sierra de los Filabres una industria relacionada con la extracción y desbaste de la piedra a pie de obra, a lo que se añadía una excelente labra final en los lugares de destino por parte de los escultores y artistas. Durante el periodo nazarí el mármol se exportará por distintas rutas hasta Níger y Senegal. A partir del siglo XIII se asiste al máximo grado de profesionalización del oficio en la cantera y se crea la clasificación de maestros, compañeros y albañiles.
Además, fue empleado en monumentos renacentistas como la Capilla Real de Granada y el palacio de Carlos V. Ya en la Edad Contemporánea se utilizó mármol de Macael para la escalera del Museo Geominero y el Monumento a la Constitución de 1978, ambos en Madrid.
El 27 de marzo de 2014 se inauguró el Centro de Interpretación del Mármol de Macael.

## Curiosidades
- Mortero más grande del mundo

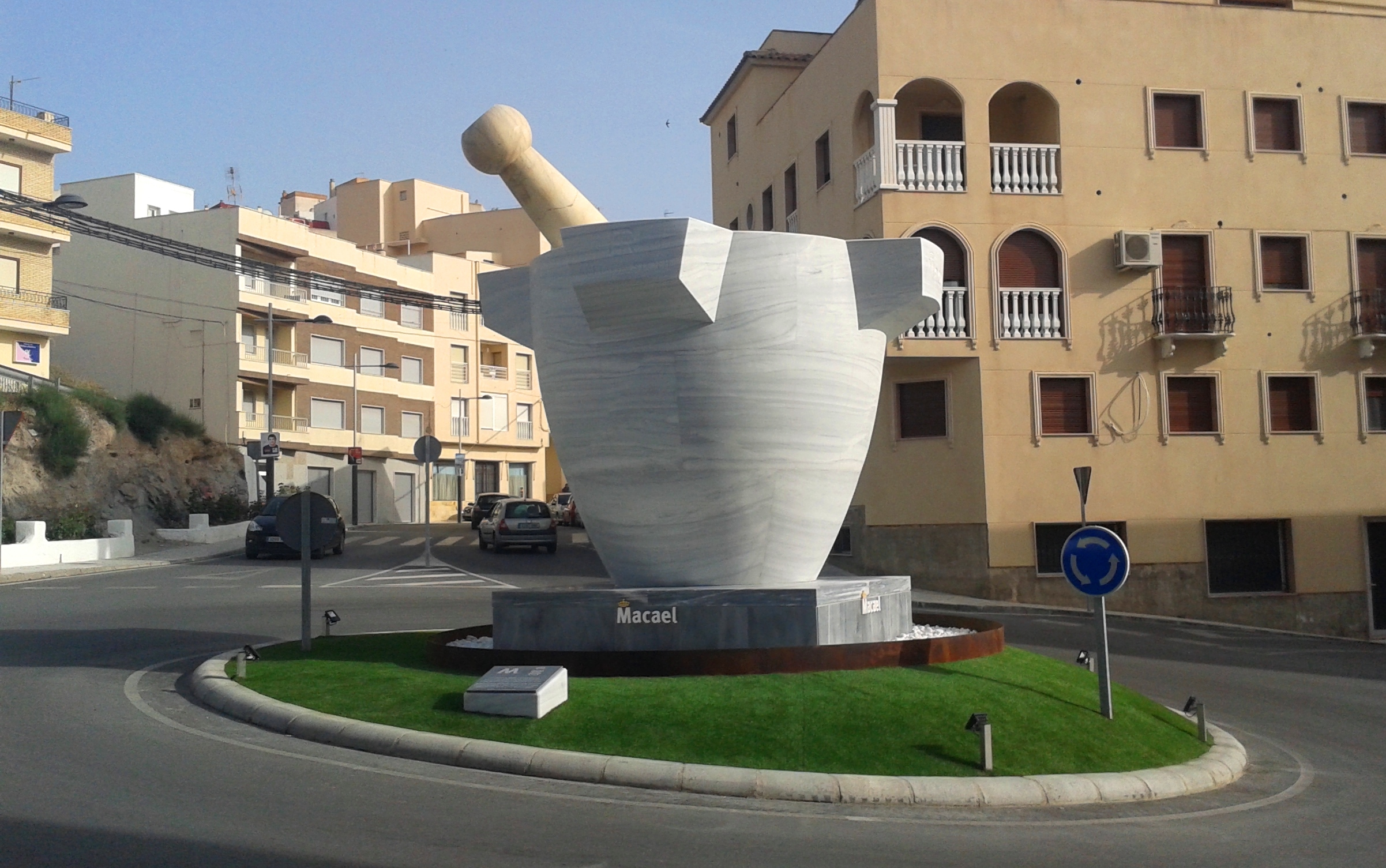
El Mortero más grande del mundo se encuentra en Macael y ha sido realizado en mármol blanco, con peana de gris y maza de amarillo, los tres tipos de mármoles característicos de la sierra de Macael.

Monumental pieza de 50.000 kilos, inscrita en el Guinness World Records desde 2015, que se sostiene sobre una peana de mármol gris Macael entre la avenida Andalucía y la avenida de Ronda de la localidad. Esta pieza imita a la perfección un mortero clásico hecho en mármol y cuenta con una mano (maza) elaborada en mármol amarillo Macael. En su elaboración participaron las empresas Grupo Cosentino y Pimar Stone, que han cedido el material con el que se ha elaborado. Así mismo, Arriaga Artesanos del Mármol esculpió esta obra que está valorada en cerca de 300.000 euros y por la que, finalmente, el Consistorio abonó solamente unos 25.000 euros gracias a las aportaciones desinteresadas de los colaboradores.

## Galería

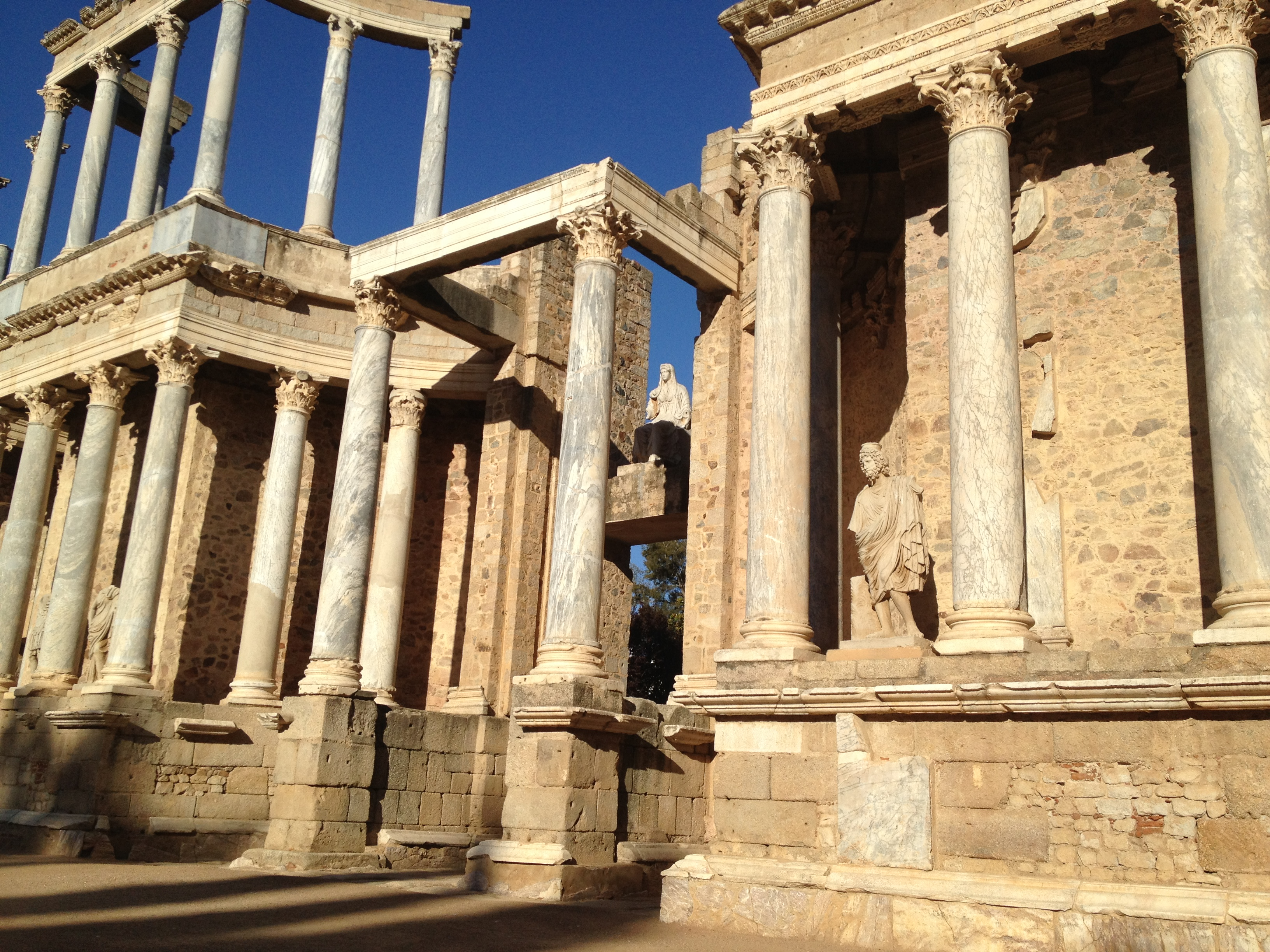
Teatro romano de Mérida.
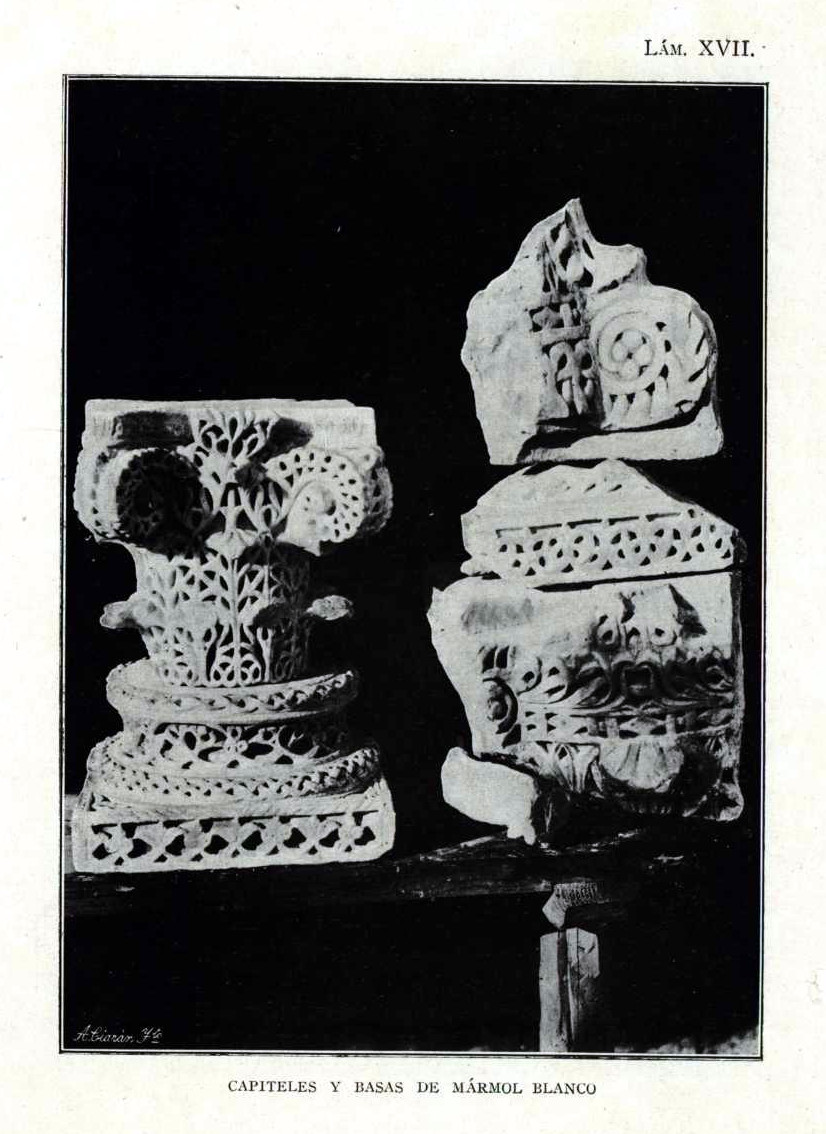
Restos del palacio de Medina Azahara, Córdoba.
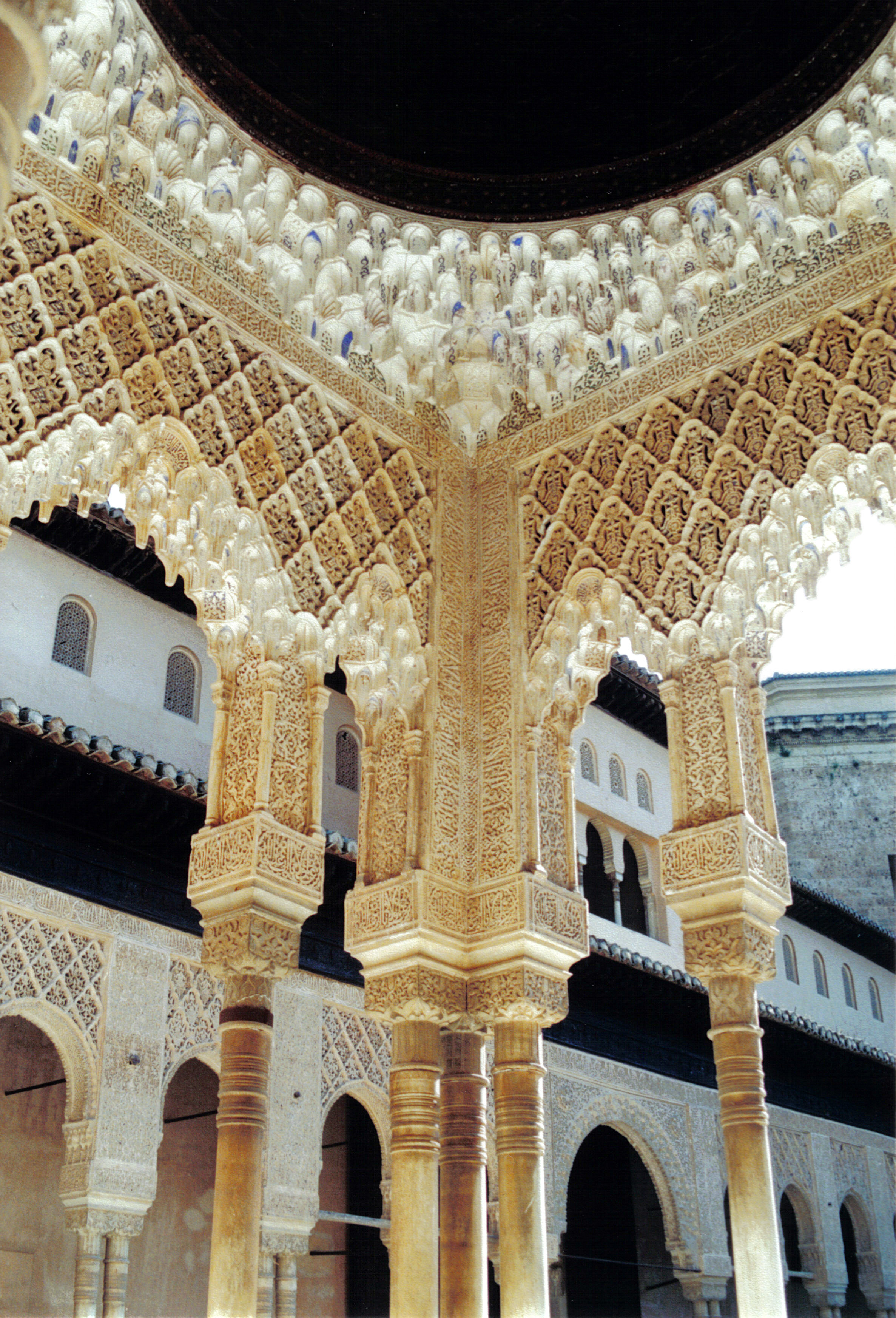
Patio de los Leones, Alhambra de Granada.
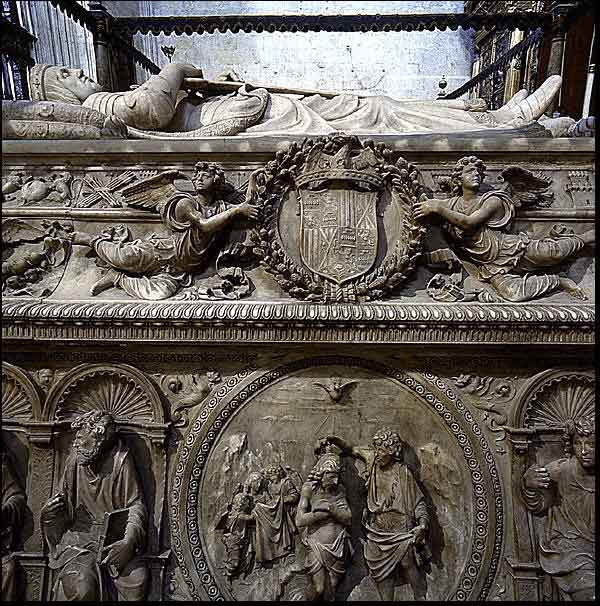
Sepulcro de Fernando el Católico, Capilla Real de Granada.
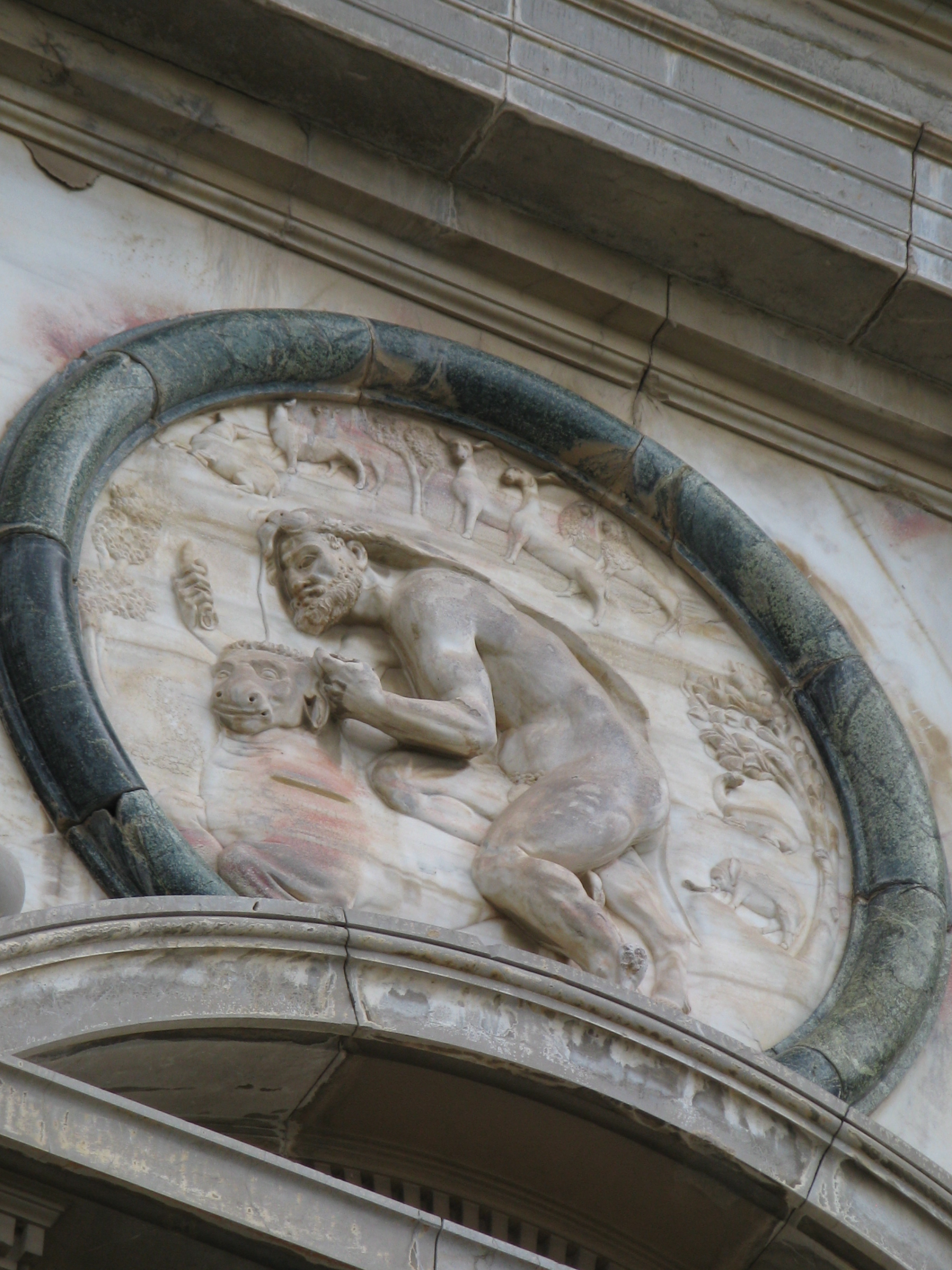
Detalle del palacio de Carlos V, Alhambra de Granada.
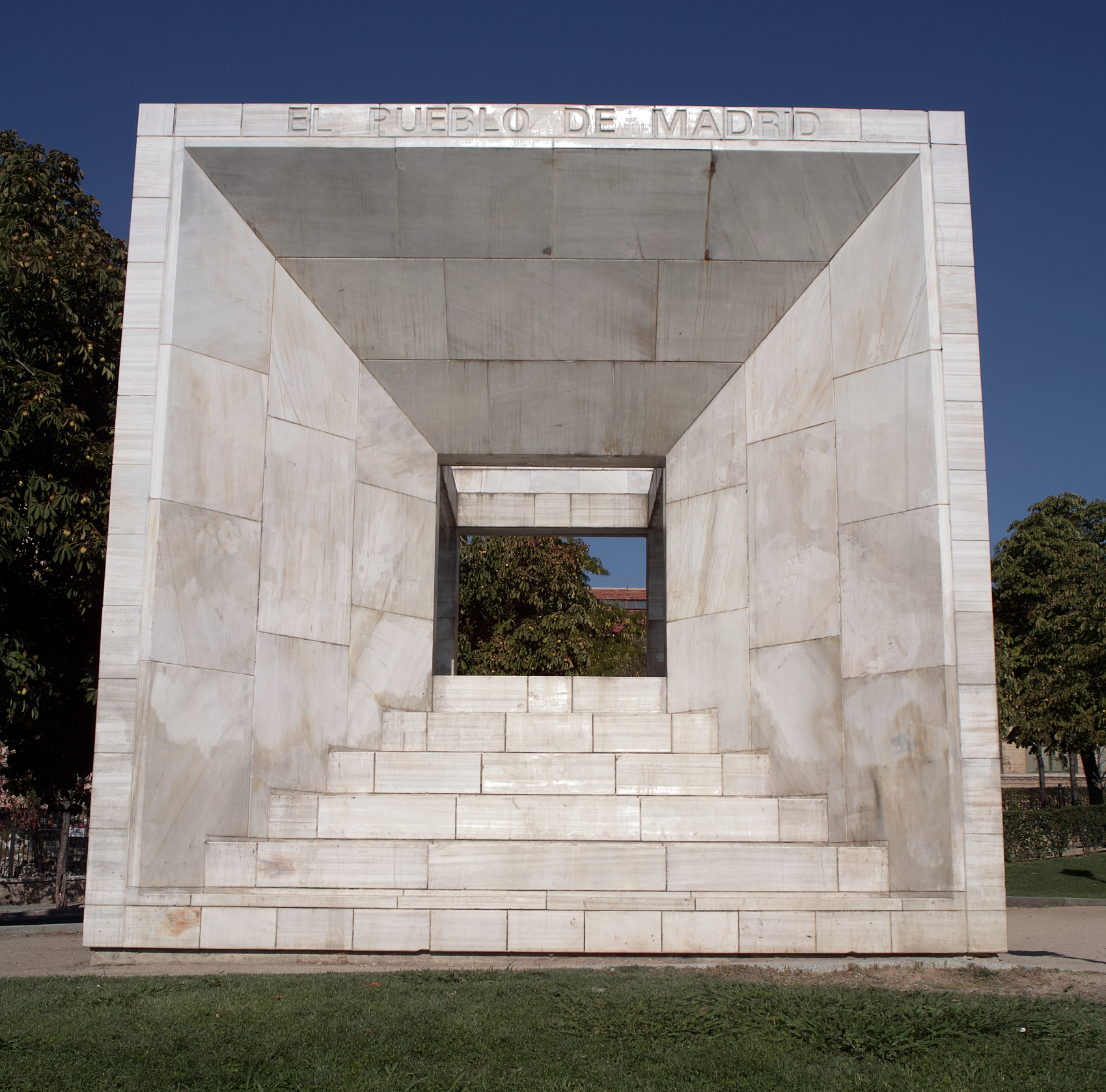
Monumento a la Constitución, Madrid.